# Aja Naomi King
Aja Naomi King (sinh ngày 11 tháng 1 năm 1985)là một nữ diễn viên người Mỹ.

## Danh sách phim

### Điện ảnh
| Năm  | Phim                  | Vai            | Ghi chú |
| ---- | --------------------- | -------------- | --- |
| 2008 | Gloria Mundi          | Dancer         | Phim ngắn |
| 2010 | A Basketball Jones    | Sara Walker    | Phim ngắn |
| 2010 | Eve                   | Celebrity      | Phim ngắn |
| 2011 | Damsels in Distress   | Positive Polly | |
| 2012 | Love Synchs           | Selene         | Phim ngắn |
| 2013 | 36 Saints             | Joan           | |
| 2013 | Four                  | Abigayle       | Los Angeles Film Festival Award for Best Performance by an Ensemble                                                                                        |
| 2014 | The Rewrite           | Rosa Tejeda    | |
| 2015 | Reversion             | Sophie Clé     | |
| 2016 | The Birth of a Nation | Cherry Turner  | Đề cử – NAACP Image Award for Outstanding Supporting Actress in a Motion Picture Đề cử — Black Reel Award for Outstanding Breakthrough Performance, Female |
| 2017 | The Upside            | Latrice        | |
| 2018 | A Girl from Mogadishu | Ifrah Ahmed    | |